# Spock’s Beard
Spock’s Beard ist eine US-amerikanische Progressive-Rock-Band, die 1992 von den Brüdern Neal und Alan Morse in Los Angeles gegründet wurde. Keyboarder und Sänger Neal Morse war zunächst Frontmann und Songwriter der Band, die er 2002 zu Gunsten eines neuen Karriereabschnitts mit religiösem Schwerpunkt verließ. Von 2002 bis 2011 agierte Schlagzeuger Nick D’Virgilio als Sänger und Frontmann der Band. Nach seinem Ausstieg besteht die aktuelle Besetzung aus Gitarrist Alan Morse, Bassist Dave Meros, Keyboarder Ryo Okumoto, Schlagzeuger Jimmy Keegan und Sänger Ted Leonard.
Spock’s Beard gelten als Retro-Prog-Band, die einen eigenständigen Stilmix aus dem Progressive Rock der 1970er Jahre und amerikanischen Pop-Rock-Einflüssen verfolgt. Bestimmende musikalische Elemente sind der Klang von Mellotron, Klavier und Hammondorgel, Harmoniegesang und fugenartig versetzter Gesang sowie eine agile Rhythmusgruppe.

## Bandgeschichte

### 1992 bis 2002
Die ersten zehn Jahre wurden sehr stark durch Hauptsongwriter und Sänger Neal Morse geprägt. Morse, Sohn eines Chorleiters, hatte sich in den 80er und frühen 90er Jahre erfolglos als Pop- und Country-Songwriter in Nashville versucht. Gemeinsam mit seinem Bruder Alan traf er schließlich im Rahmen einer öffentlichen Jamsession auf den Schlagzeuger Nick D'Virgilio und erkannte die gemeinsame musikalische Vorliebe für den Progressive Rock. Frühe Fassungen der Titel des späteren Debütalbums The Light existierten zu diesem Zeitpunkt bereits. Als Bassist konnte man Dave Meros rekrutieren, der zu dieser Zeit als gefragter Livemusiker in der Szene von Los Angeles aktiv war. Der Bandname geht auf eine scherzhaft gemeinte Idee von Alan Morse zurück und bezieht sich auf die Raumschiff-Enterprise-Episode „Ein Parallel-Universum“ (orig. „Mirror, Mirror“), in der man einen bärtigen Mr. Spock sehen kann.
Bereits das Debüt-Album The Light traf 1995 bei Kritikern auf äußerst positive Resonanz. Orientiert sich der Stil dieses ersten Albums aus vier längeren Songs noch deutlich an Werken wie Yes’ Close to the Edge und den Frühwerken von Genesis, gewann die Band auf den folgenden Veröffentlichungen an Eigenständigkeit. Als zusätzlicher Keyboarder wurde Ryo Okumoto in die Band aufgenommen. Morse entdeckte die Ausdrucksmöglichkeit von D'Virgilios Stimme und schrieb vermehrt Stücke mit komplexen Gesangsharmonien und fugenartigen Gesangspassagen. Letztere ließen des Öfteren Vergleiche zu Gentle Giant aufkommen.
Bis 2002 erschienen insgesamt sechs Alben, zuletzt die Doppel-CD Snow, die im Stil eines Konzeptalbums die Geschichte von Aufstieg und Fall eines Albinos mit wundersamen Heilkräften erzählt.

### 2002 bis 2011

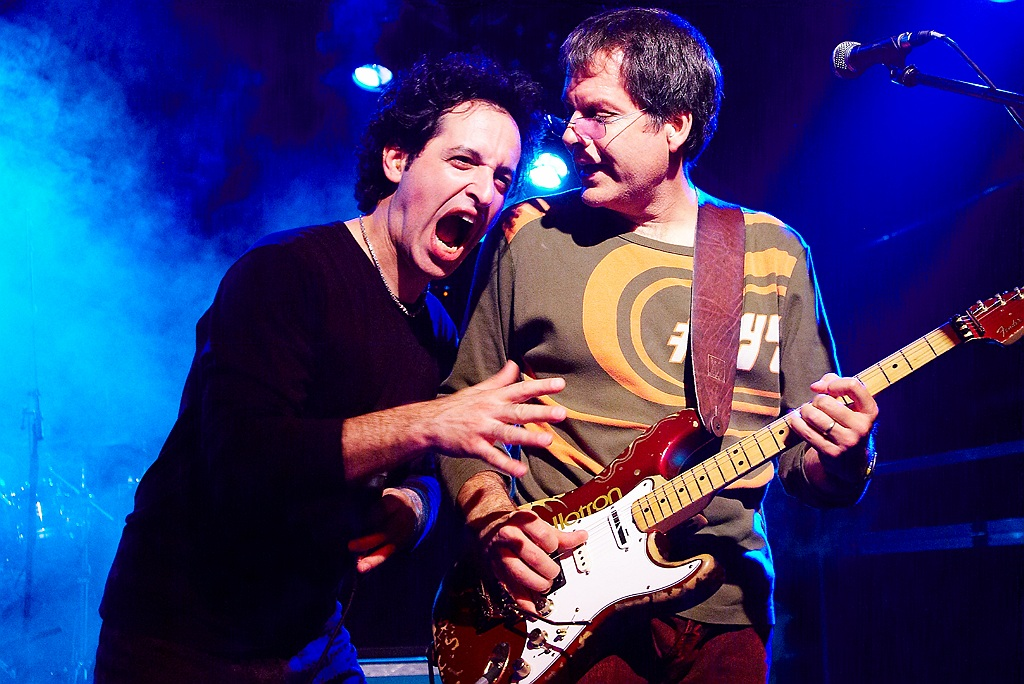
Spock's Beard 2007 in der Hamburger Markthalle

Neal Morse, der sich um 2000 zum Christentum bekehrt hatte, verließ die Band im Jahr 2002, um einen neuen Karriereabschnitt mit religiösem Schwerpunkt zu beginnen. Er entschied sich schließlich für den Beginn einer Solokarriere mit christlichen Texten. Die restlichen Mitglieder der Band veröffentlichten 2003 das Album Feel Euphoria mit Nick D'Virgilio als Sänger. Erstmals traten alle Bandmitglieder als Songwriter in Erscheinung, zudem griff man mit John Boegehold und Stan Ausmus auf zusätzliche Songwriter aus dem freundschaftlichen Umfeld der Band zurück. D'Virgilio übernahm bei Konzerten von nun an die Rolle des Frontmanns -- seinen Platz am Schlagzeug nahm hingegen Jimmy Keegan als festes Tourneemitglied ein. Diese Besetzung wurde erstmals 2005 auf dem Livealbum Gluttons for Punishment dokumentiert. Es enthält einen Zusammenschnitt mehrerer Konzerte der Tour zum achten Album Octane, auf das 2006 ein selbstbetiteltes neuntes Studioalbum folgte. Die Alben Feel Euphoria, Octane und Spock's Beard sind insgesamt weniger von einem homogenen Stil als von einem Nebeneinander von Progressive-Rock-Longtracks, Hardrock-Songs und Balladen geprägt.
Nach der Trennung von ihrem langjährigen Label InsideOut Music verfolgte die Band für die Finanzierung des Albums X ein Geschäftsmodell, das bereits von Bands wie Marillion erfolgreich umgesetzt wurde: Interessierte Fans beteiligten sich durch eine frühe Vorbestellung an der Finanzierung des Albums und erhielten später im Gegenzug eine spezielle Ausgabe der CD mit diversen Extras. Gegenüber den vorangehenden drei Alben war dabei stilistisch eine Besinnung auf einen einheitlicheren, stärker am Progressive Rock orientierten Stil festzustellen.
Neben den Solowerken von Neal Morse sind eigene Veröffentlichungen von Nick D’Virgilio, Ryo Okumoto und Alan Morse erschienen.

### Seit 2011
Am 18. November 2011 gab Nick D'Virgilio aufgrund seiner anderweitigen Verpflichtungen seinen Ausstieg bekannt. Unmittelbar darauf verkündeten die verbleibenden Mitglieder eine neue Besetzung, nun mit Tourneeschlagzeuger Jimmy Keegan und Enchant-Sänger Ted Leonard als festen Mitgliedern. Leonard hatte 2011 bereits zwei Festivalauftritte mit der Band absolviert, für die D'Virgilio wegen seines dauerhaften Engagements als Schlagzeuger für den Cirque du Soleil nicht zur Verfügung stand.
Im Juli 2016 kam es zu einer einmaligen Wiedervereinigung der Band mit Neal Morse und Nick D'Virgilio, bei der das 2002 erschienene Doppelalbum Snow erstmals in voller Länge live gespielt wurde. Die Wiedervereinigung war auf zwei Auftritte beim Morsefest in Cross Plains, Tennessee und dem Night-of-the-Prog-Festival an der Lorelei begrenzt.
Schlagzeuger Jimmy Keegan gab 2016 seinen Abschied aus der Band bekannt. Bei Auftritten während der Cruise to the Edge Anfang 2017 nahm erneut Nick D'Virgilio den Platz am Schlagzeug ein. Daraufhin wirkte er D'Virgilio außerdem auf den Aufnahmen zum dreizehnten Album der Band Noise Floor mit, das 2018 veröffentlicht wurde.
Eine Schwesterband namens Pattern Seeking Animals wurde 2018 von vier Musikern aus dem Umfeld von Spock's Beard gegründet, darunter zwei aktuelle Mitglieder (Dave Meros und Ted Leonard), ein ehemaliges Mitglied (Jimmy Keegan) und ein Multiinstrumentalist, der bereits zu mehreren Alben Songs beigesteuert hat (John Boegehold). Gegenüber Spock's Beard ist der Sound der Band stärker an AOR und weniger an Progressive Rock angelehnt.

## Diskografie (Auswahl)

### Studioalben
- The Light (1995)
- Beware of Darkness (1996)
- The Kindness of Strangers (1998)
- Day for Night (1999)
- V (2000)
- Snow (2002)
- Feel Euphoria (2003)
- Octane (2005)
- Spock’s Beard (2006)
- X (2010)
- Brief Nocturnes and Dreamless Sleep (2013)
- The Oblivion Particle (2015)
- Noise Floor (2018)

### Livealben / Kompilationen
- The Beard Is Out There (Live-CD, 1998)
- From the Vault (Demos & Outtakes, 1998)
- Live at the Whiskey and Nearfest (Live-Doppel-CD, 1999)
- Don’t Try This at Home (Live-CD, 2000)
- Don’t Try This at Home Either (Live-CD, 2000)
- There & Here (Live-Doppel-CD, 2001)
- Don’t Try This at Home (Live-DVD, 2002)
- Gluttons for Punishment (Live-Doppel-CD, 2005)
- Live (Live-Doppel-CD und -DVD, 2008)
- Live at Sea (Live-DVD, 2014)
- The First Twenty Years (2015)
- Snow - Live (2017)

### Singles
- Skin (1999)
- All on a Sunday (2001)